# Ujjain (distrikt)
Ujjain är ett distrikt i Indien.   Det ligger i delstaten Madhya Pradesh, i den centrala delen av landet, 600 km söder om huvudstaden New Delhi. Antalet invånare är 1 986 864. Arean är 6 091 kvadratkilometer. Ujjain gränsar till Shajapur.
Terrängen i Ujjain är huvudsakligen platt, men västerut är den kuperad.
Följande samhällen finns i Ujjain:
- Ujjain
- Barnagar
- Nagda
- Khāchrod
- Tarāna
- Unhel
- Piploda
- Gogāpur